# Siège de Nice (1543)
 (mars 2017).
Pour les articles homonymes, voir Siège de Nice.
Neuvième guerre d'Italie
Le siège de Nice eut lieu autour des enceintes de la ville puis de la citadelle de juin à septembre 1543. Il se déroula dans le cadre de la Neuvième guerre d'Italie (1542-1546).
Le point culminant fut atteint au mois d'août 1543. Durant vingt jours, vingt mille Franco-Turcs, sous les ordres du comte d’Enghien, mirent le siège devant la ville puis le château pendant que 120 galères de combat de la Sublime Porte, commandées par Khayr ad-Din Barberousse (au service du sultan Soliman le Magnifique), attaquèrent Nice par la mer. Cette armada était accompagnée de 40 galiotes, 4 mahonnes et 22 galères françaises.
Après avoir réussi à prendre la ville, les assiégeants franco-turcs échouèrent face à la résistance acharnée du château et se retirèrent les 8 et 9 septembre 1543 devant l'arrivée des troupes impériales conduites par Charles II de Savoie et le marquis Del Vasto.

## Chronologie

### Lecasus belli
Les relations entre la France et la Savoie sont tendues car le roi de France, François Ier, réclame l'héritage de sa mère, Louise de Savoie, fille de Philippe, duc de Savoie, dit sans Terre.
La guerre aurait été déclenchée par le non-respect par Charles Quint de la promesse de ne pas ajouter aux défenses et fortifications de Nice et par le refus du duc de Savoie, Charles II, de céder le Genevois au roi de France.
Le roi de France, François Ier, allié depuis 1536 au sultan turc Soliman le Magnifique par l'alliance franco-ottomane, ordonne en 1543 de prendre la ville de Nice, nonobstant sa décision, prise le 10 septembre 1523, « de renoncer solennellement à tous les droits que pourrait avoir la couronne de France sur Nice. »

### Le siège

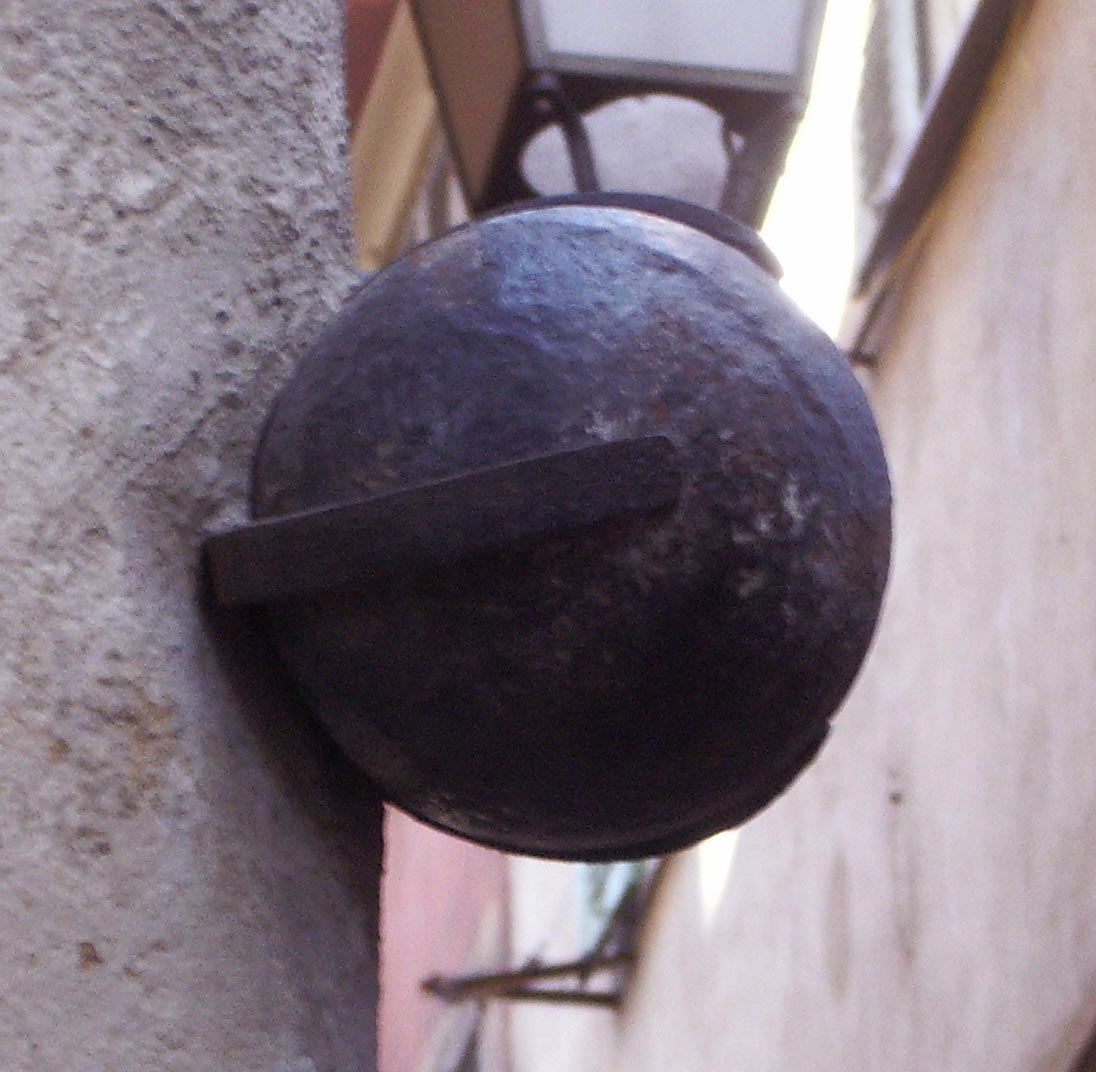
Boulet tiré par les assiégeants franco-turcs.

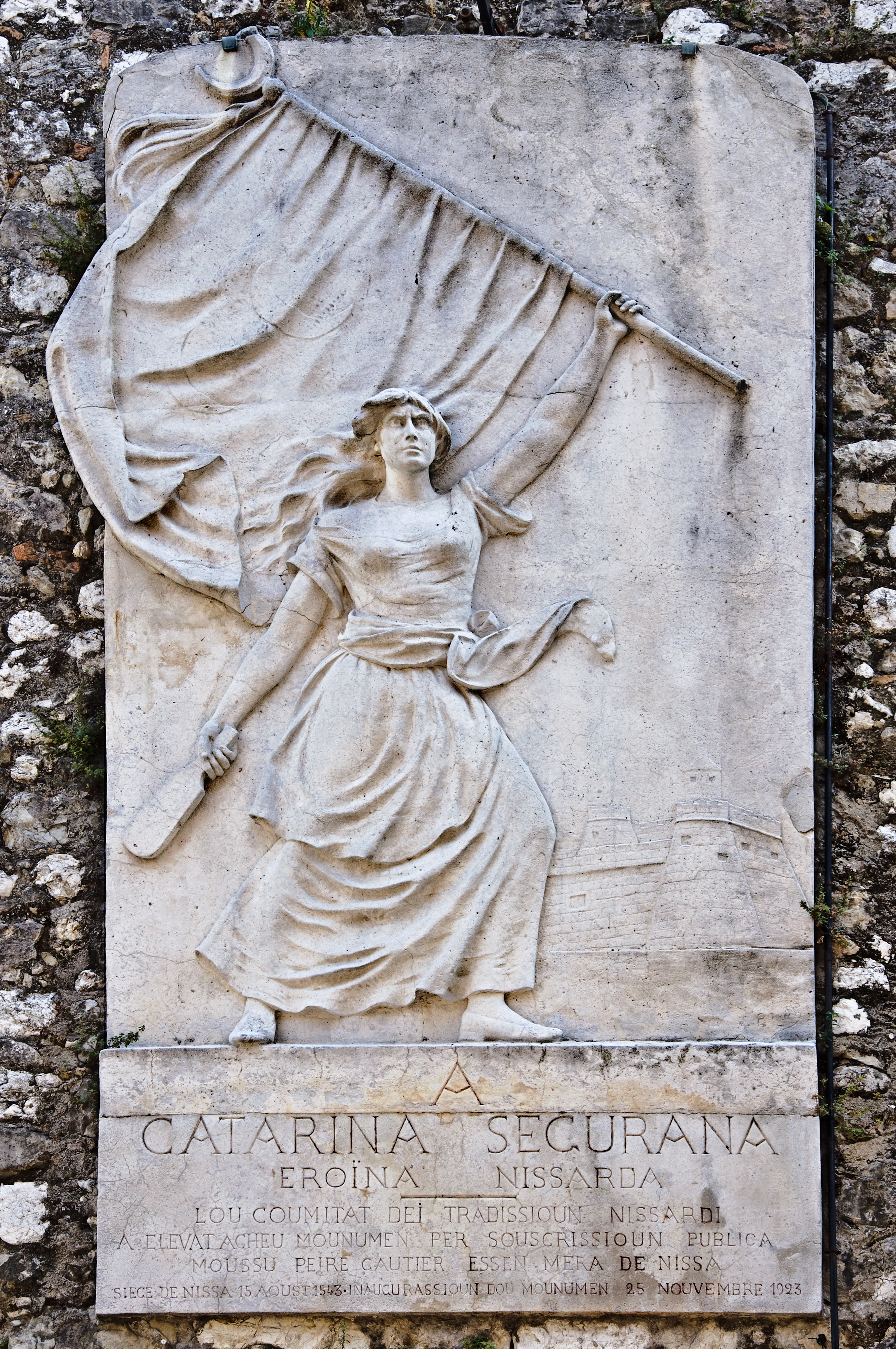
Catherine Ségurane, battoir en main, brandissant le drapeau arraché aux Turcs.

Des tentatives pour s'introduire dans la place par ruse et trahison échouent en juin 1543. Des baronnets locaux s'allient au roi de France et lui assurent le soutien de nombreux villages de l'arrière-pays niçois. Le château de Bonson est détruit.
La flotte franco-turque, venant de Marseille, arrive dans la rade de Villefranche le 5 août 1543. Les chefs coalisés font une proposition de reddition que les Niçois rejettent avec à leur tête le gouverneur de la ville, Alexandre du Fresnoy. Le premier combat a lieu dans la plaine de Riquier le 7 août, entre les milices urbaines et l'avant-garde ennemie. Les Niçois sont repoussés dans les murs. Les coalisés installent alors leurs batteries tout autour de l'actuel Vieux-Nice, qui forme la totalité de la ville à l'époque. Le 10 août, des renforts français arrivent par voie de terre. Le bombardement commence, incessant. Le 12 août, les assiégeants feignent un assaut. Enfin, après avoir ouvert une brèche, le 15 août, l'assaut général est donné contre les murailles et les tours du rempart nord, dans l'actuelle zone de la place Garibaldi. Les assaillants, principalement des mercenaires toscans et des soldats ottomans, sont finalement repoussés.
C'est ici que la tradition rapporte deux événements : une apparition de la Vierge Marie, qui donne lieu, en grâce, à la construction d'une chapelle dite de la Madone de Sincaïre, détruite dans les années 1780 pour construire la place Garibaldi, et l'intervention de Catherine Ségurane, une lavandière, qui aurait galvanisé la défense. À la suite de l'échec de l'assaut, les dissensions gagnent le camp coalisé, tandis qu'en Piémont, le duc Charles III de Savoie (1486-1504-1553) et son allié le marquis Del Vasto, gouverneur de Milan au nom de Charles-Quint, lèvent une armée de secours dont un premier détachement s'installe à Sospel le 14 août.
Du 15 au 22 août, le bombardement reprend, et deux nouvelles brèches sont ouvertes, cette fois sur le rempart nord-ouest, au niveau des actuelles place Saint-François et rue du Pont-Vieux. La ville décide alors de capituler, mais pas la garnison du Château. La population est évacuée, sous la protection des Français, au grand dam des Ottomans qui comptaient bien se saisir d'esclaves nombreux[réf. nécessaire].
Le siège se prolonge donc, désormais limité à la colline du Château (parc du Château aujourd'hui), uniquement fait de bombardements. Le 19 août, une partie du contingent ottoman conduit une razzia qui remonte la vallée du Paillon, jusqu'à L'Escarène, et franchit le col de Braus, jusqu'à Sospel. Certaines sources[Lesquelles ?] parlent de 500, voire de 1 500 captifs. Emmenés vers l'Orient, ces captifs sont délivrés par la flotte espagnole au large de la Sardaigne.
Dans le même temps, depuis le début du siège, Jean-Baptiste Grimaldi de Beuil-Ascros, allié aux assiégeants, tente de mettre la main sur les hautes vallées du Comté, notamment le Var et la Tinée, tandis que les troupes ducales tiennent la Vésubie et la Roya.

### La levée du siège
Le 7 septembre 1543, l'armée de secours, sous le double commandement de Charles II de Savoie et Don Alphonse d'Ávalos, marquis Del Vasto, s'annonce par voie de mer et de terre, venant de Ligurie. Les assiégeants lèvent le camp les 8 et 9 septembre 1543, tandis que la ville est en grande partie incendiée et pillée. Le duc Charles II de Savoie fait son entrée à Nice le 12 septembre 1543.
La flotte ottomane demeure cependant encore aux îles de Lérins jusqu'au 25 septembre, avant de se replier sur Toulon, que François Ier avait fait entièrement vider de ses habitants. Elle y demeure jusqu'en mai 1544.
Progressivement, les troupes ducales reprennent le contrôle du territoire. Une ferme répression s'abat sur les Niçois qui avaient choisi le camp français.

## Conséquences du siège
La principale conséquence de ce siège, par ailleurs assez mal préparé, exécuté par des coalisés aux intérêts contradictoires et qui est un échec lourd pour les assiégeants est de susciter, chez les ducs de Savoie, en particulier le successeur de Charles II, son fils Emmanuel-Philibert (1528-1553-1580), une forte volonté de mieux protéger le territoire niçois, d'où la construction de quatre importantes fortifications : le fort du mont Alban (1557-1560), la citadelle de Villefranche (1554-1559), le fort de Saint-Hospice (1560) et la citadelle de Nice (1577-1579). Ces deux dernières défenses furent détruites par les Français après les sièges de 1691 et 1705, si bien que le système défensif, ayant perdu sa cohésion, devint inutile.

## La mémoire du siège
Le siège de 1543 a profondément marqué la construction de la mémoire civique de Nice. Le mythe de Catherine Ségurane et le récit de l'intervention miraculeuse de la Vierge Marie sur le bastion Sincaïre au plus fort de la bataille construisent la mémoire de Nice autour des valeurs de résistance et de courage.
Dès 1552, les consuls de Nice font construire une chapelle dédiée à Notre dame du sincaïre qui entend montrer que la ville de Nice, en résistant héroïquement aux Turcs et à leurs alliés, est un vrai fer de lance de la croisade[non neutre]. Nice s'inscrit donc dans cet idéal combattant qui anime tout le XVIe siècle.
La mémoire du siège de 1543 est toujours marquée par divers éléments disséminés dans le Vieux Nice, notamment les boulets des canons turcs présents dans certaines rues et sur la place Garibaldi, comme la plaque commémorant le vœu des consuls de 1552 qui se trouve sur la façade de la  chapelle du saint Sépulcre, ou bien le monument à Cathérine Ségurane érigé sur les restes du bastion Sincaïre, ou encore la statue de Notre Dame du Sincaïre pieusement conservée par les  pénitents bleus.
Il existe quelques rares monnaies obsidionales frappées par les assiégés durant le siège de Nice, écus d'or et testons au nom de Charles II de Savoie, avec la mention NIC. A. GAL. TURC. OBS. (Nice assiégée par les Français et les Turcs).